# Gurmençon
 Gurmençon  es una población y comuna francesa, en la región de Aquitania, departamento de Pirineos Atlánticos, en el distrito de Oloron-Sainte-Marie y cantón de Oloron-Sainte-Marie-Ouest.

## Demografía
| 410 | 389 | 400 | 391 | 418 | 416 | 397 | 391 | 394 | 395 | 337 | 312 | 320 | 324 | 302 | 285 | 279 | 242 | 276 | 299 | 279 | 261 | 264 | 290 | 295 | 293 | 321 | 328 | 325 | 730 | 752 | 763 | 729 | 861 |
| Para los censos de 1962 a 1999 la población legal corresponde a la población sin duplicidades (Fuente: INSEE [Consultar]) |     |     |     |     |     |     |     |     |     |     |     |     |     |     |     |     |     |     |     |     |     |     |     |     |     |     |     |     |     |     |     |     |     |

## Economía
La principal actividad es la agrícola (ganadería, policultivo y pastos).